# SM U-107
SM U-107 – niemiecki okręt podwodny typu U-93 zbudowany w Friedrich Krupp Germaniawerft w Kilonii w latach 1915-1917. Wodowany 28 czerwca 1917 roku, wszedł do służby w Cesarskiej Marynarce Wojennej 18 sierpnia 1917 roku, pod dowództwem kapitana Wilhelm-Friedricha Starke'a. 21 września 1917 roku został przydzielony do IV Flotylli. 
W zachodniej części kanału La Manche 21 października 1917 U-107 uszkodził grecki parowiec „Epiros” o pojemności 1084 BRT. 
1 stycznia 1918 roku dowódcą okrętu został mianowany Kurt Slevogt. Pierwszym zatopionym przez U-107 statkiem był brytyjski parowiec „Marstonmoor” o pojemności 2744 BRT, który 14 kwietnia 1918 roku, został storpedowany 55 mil na północny zachód od Cape Wrath w Szkocji. Statek płynął z ładunkiem węgla oraz drobnicy z Milford Haven do Murmańska. 29 czerwca 1918, 30 mil na zachód od Ragefjord zatopił norweski żaglowiec „Castor I” o pojemności 117 BRT, na trasie Arendal – Tyne z ładunkiem stempli.
1 sierpnia 1918 roku nowym dowódcą okrętu został wcześniejszy dowódca SM UC-31 Kurt Siewert. To pod jego dowództwem U-107 zatopił największe statki. 15 sierpnia 1918 roku 250 mil na północny zachód od Cabo Fisterra U-107 storpedował i zatopił amerykański parowiec „Cubore” o pojemności 7117 BRT. Statek płynął z Saint-Nazaire do Nowego Jorku. W czasie ataku zginęło 9 członków załogi. Trzy dni później, 120 mil na północny zachód od przylądka Villano, U-107 zatopił płynący pod balastem brytyjski parowiec „Idaho” o pojemności 3023 BRT. 21 sierpnia 1918 roku został zatopiony amerykański parowiec „Lake Edon” o pojemności 2371 BRT, przewożący węgiel do Francji. 16 członków załogi zginęło. Atak nastąpił zaledwie 4 mile od Towan Head, Newquay. Największym oraz ostatnim zatopionym statkiem był brytyjski parowiec pasażerski linii Cunarda – „Flavia”. 24 sierpnia 1918 roku, zbudowany w 1902 roku statek, o pojemności 9291 BRT, został storpedowany i zatopiony około 30 mil na północny zachód od Tory Island. Statek płynął z Montrealu do Avonmouth z ładunkiem drobnicy oraz końmi. Zginęła 1 osoba.
20 listopada 1918 roku okręt został poddany Royal Navy. W 1922 roku zezłomowany i rozebrany w Swansea. U-107 w ciągu pięciu patroli zatopił 6 statków nieprzyjaciela o łącznej pojemności 24 663 BRT oraz jeden uszkodził.